# Cyphocarcinus
Cyphocarcinus is een geslacht van kreeftachtigen uit de klasse van de Malacostraca (hogere kreeftachtigen).

## Soorten
- Cyphocarcinus alcocki Griffin & Tranter, 1986
- Cyphocarcinus capreolus (Paul'son, 1875)
- Cyphocarcinus minutus A. Milne-Edwards, 1868
- Cyphocarcinus rathbunae Griffin & Tranter, 1986
- Cyphocarcinus sargassumi Kazmi & Tirmizi, 1995
- Cyphocarcinus suspensus (Gravier, 1923)